# نابولي
نابولي أو نَابُل (بالإيطالية: Napoli)‏ هي ثالث أكبر مدن إيطاليا، تقع في جنوب البلاد، على ساحل البحر الأبيض المتوسط. نابولي هي عاصمة إقليم كامبانيا ومقاطعة نابولي.
يبلغ سكان المدينة حوالي مليون نسمة، وهي أكبر مدن جنوب إيطاليا وبالقرب منها يقع بركان فيزوف. صنفها اليونسكو في قائمة التراث العالمي. نابولي تعتبر مدينة سياحية. من معالمها مدينة بومبي الأثرية (بالإيطالية: Pompeii) والكنائس القديمة والقصر الملكي وجزيرتي كابري وإسكيا المجاورتين. كما يوجد بها نادي نابولي الرياضي الذي سبق أن تعاقد مع اللاعب دييغو أرماندو مارادونا على مدى بضعة أعوام في الثمانينات الميلادية. كما أن نابولي كانت ضمن أراضي الدولة العثمانية لمدة قصيرة.

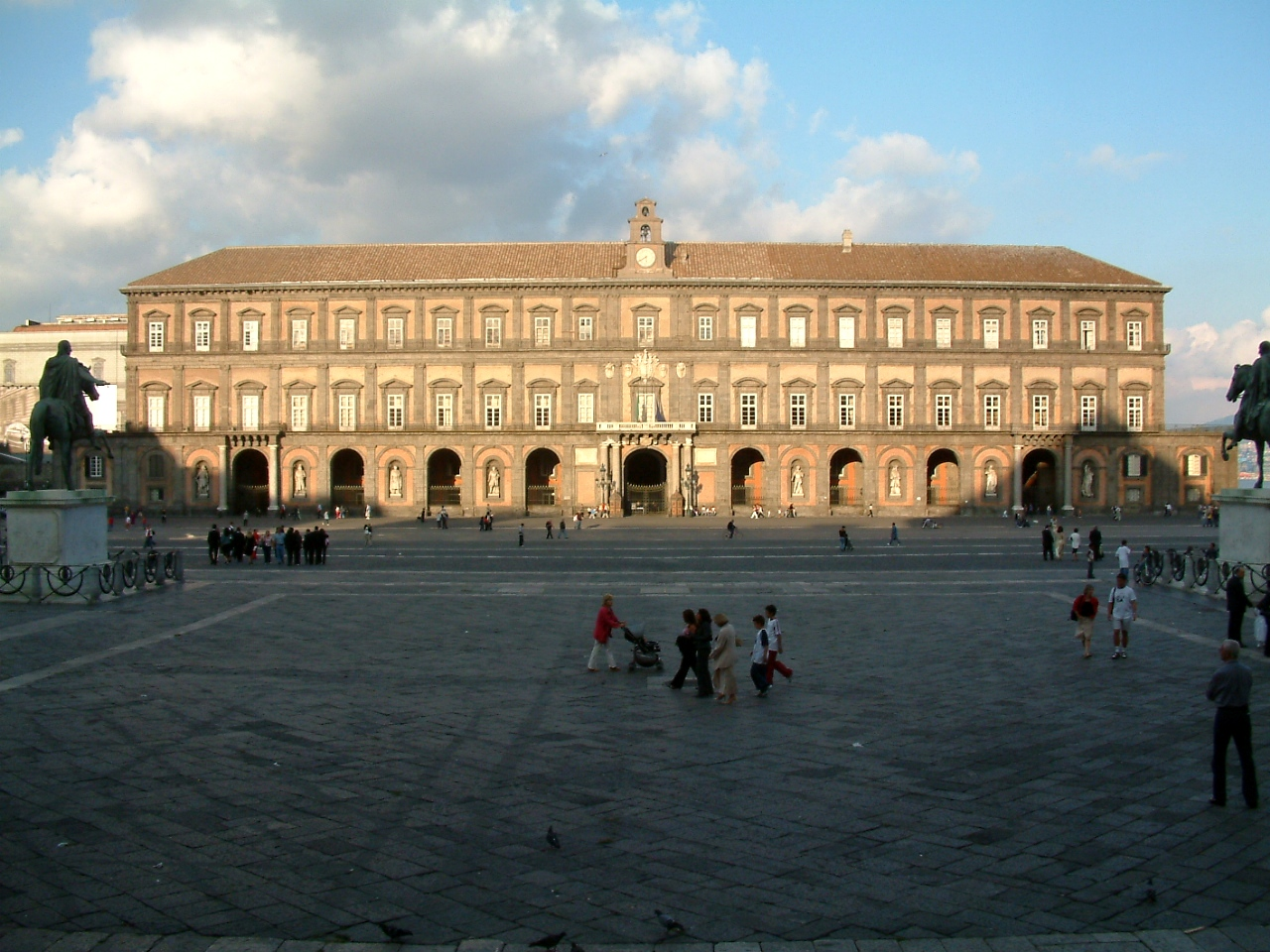
نابولي

## تاريخ

### النشأة اليونانية والاستيلاء الروماني
سكن البشر في نابولي منذ العصر الحجري الحديث. أُقِيمت أولى المستوطنات الإغريقية في منطقة نابولي خلال الألفية الثانية قبل الميلاد. وأسس البحارة القادمين من جزيرة رودس اليونانية في القرن التاسع قبل الميلاد ميناءً تجارياً صغيراً على ما كان حينها جزيرة ميغارايد أطلقوا عليه اسم «بارثينوبي» (بالإغريقية: Παρθενόπη، وتعني «العيون النقية» في إشارةٍ إلى إحدى كائنات السيرينا في الميثولوجيا الإغريقية). وتوسعت هذه المستوطنة مع مرور الزمن وشمِلت بحلول القرن الثامن قبل الميلاد على جبل إيشيا. وأقيمت منطقة نابوليس (Νεάπολις) الحضرية الجديدة على أحد السهول في القرن السادس قبل الميلاد، لتصبح في نهاية المطاف أحد المدن الرئيسية في ماجنا غراسيا.
شهدت المدينة نمواً سريعاً نتيجة التأثير الذي فرضته دولة مدينة سرقوسة الإغريقية القوية عليها آنذاك، وشكّلت تحالفاً مع الجمهورية الرومانية لمواجهة قرطاجة. استولى السامنيومون خلال الحروب السامنية على المدينة التي أضحت مركزاً تجارياً حيوياً. وما لبث أن استطاع الرومان السيطرة على المدينة منهم وجعلوها مستعمرة رومانية. صمدت جدران المدينة المحيطة بنابولي أمام القوات القرطاجية بقيادة حنبعل خلال الحروب البونيقية.
مجَّد الرومان نابولي كثيراً وعدّوها نموذجاً مثالياً عن الحضارة الهلنستية. حافظ أهل نابولي خلال الحقبة الرومانية على الملامح الهلنستية من لغة يونانية وعادات وطبائع، بينما توسعت المدينة فشيدت فيها الفيلات والقنوات والحمامات العامة. وبُنيت معالم مثل معبد ديوسكوري فيها، وكانت المدينة وجهةً لكثيرٍ من الأباطرة الذين اتخذوها مقصداً لقضاء عطلاتهم ومنهم كلوديوس وتيبيريوس. تلقى فيرجيل واضع ملحمة «الإنيادة» الشعرية جزءاً من تعليمه في المدينة، وأقام لاحقاً في إحدى المناطق المحيطة بها. ودخلت المسيحية خلال تلك الفترة إلى نابولي؛ حيث يُقال أن الحواريان بطرس وبولس كانا قد بشرا في المدينة. واستشهد القديس يانواريوس في نابولي خلال القرن الرابع ميلادي، وهو الذي أصبح القديس الشفيع لنابولي. قام الملك الجرماني أودواكر بنفي رومولوس أوغستولوس وهو آخر أباطرة الإمبراطورية الرومانية الغربية إلى نابولي في القرن الخامس ميلادي.

### دوقية نابولي

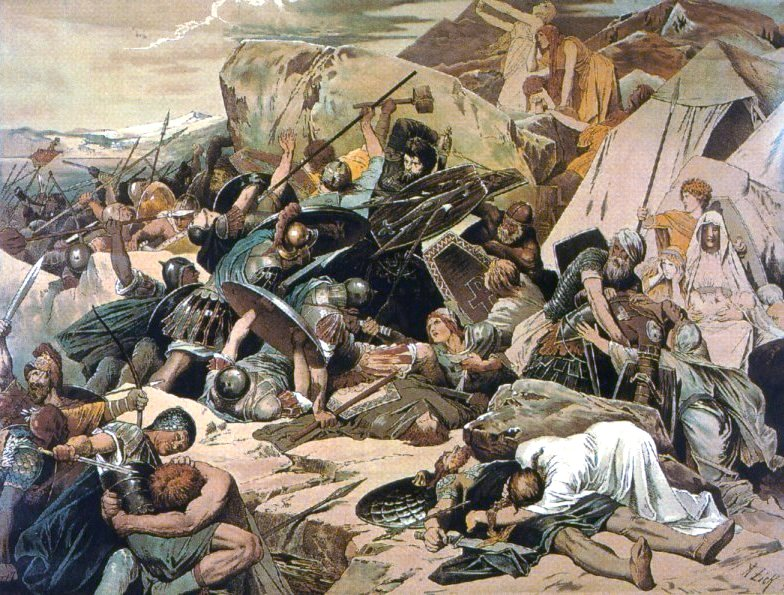
معركة مونس لاكتاريوس التي دارت رحاها على جبل فيزوف.

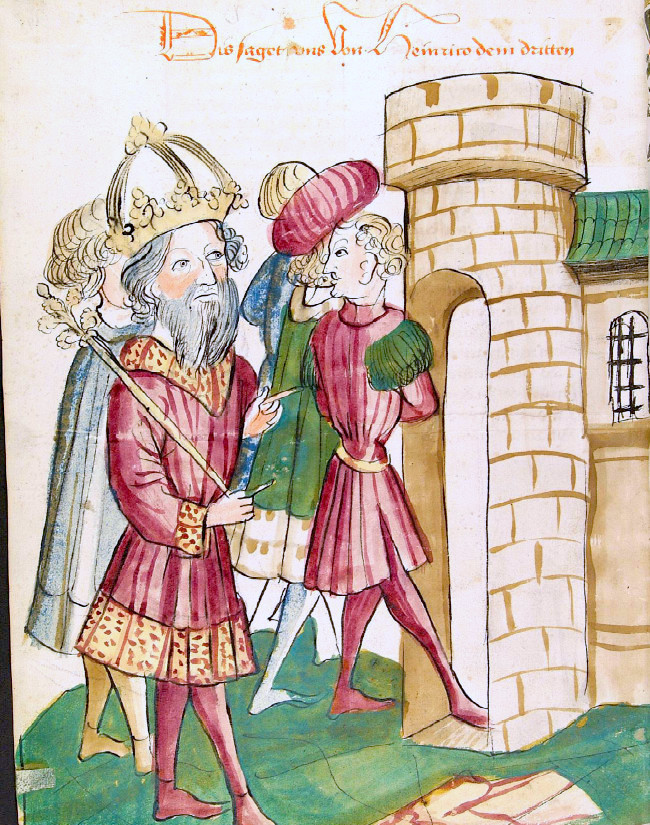
باندولف الرابع من كابوا (على اليمين).

سيطر القوط الشرقيون وهم أحد الشعوب الجرمانية على نابولي وألحقوها بمملكة القوط الشرقيين عقب انهيار الإمبراطورية الرومانية الغربية. واستطاع القائد العسكري البيزنطي بيليساريوس السيطرة على نابولي عام 536 بعد دخوله المدينة عبر قناةٍ للمياه.
سيطر الملك توتيلا على المدينة لفترة وجيزة عام 543 خلال الحروب القوطية، ولكن تمكَّن البيزنطيون من بسط سيطرتهم على المنطقة بعد انتصارهم على القوط الشرقيين في معركة مونس لاكتاريوس التي دارت رحاها على منحدرات جبل فيزوف. وتُوقِعَ من نابولي أن تبقى على تواصل مع إكسرخسية رافينا التي كانت مركز الحكم البيزنطي في شبه الجزيرة الإيطالية.
تأسست دوقية نابولي بعد سقوط الإكسارخوس، ومع ذلك فقد حافظت ثقافة نابولي اليونانية الرومانية على كيانها وحضورها، وحولت ولاءها في نهاية المطاف من القسطنطينية إلى روما في عهد الدوق ستيفانو الثاني مما وضعها تخضع السيادة البابوية بحلول عام 763م.
تميزت الفترة الممتدة من 818 حتى 832 بالعلاقة المضطربة مع الإمبراطور البيزنطي، وترافق هذا مع ظهور العديد من المدَّعين المحليين الذين تناحروا لاستعلاء العرش الدوقي لنابولي. عُيّن الدوق ثيوكتيستوس دون الحصول على موافقة إمبراطورية، وأُلغِي تعيينه فيما بعد وحلَّ ثيودور الثالث محله. ولكنه لم يلقى ترحيباً شعبياً، فطارده عامة الناس الساخطة عليه حتى خارج المدينة، وانتخبوا ستيفانو الثالث، وهو رجل قام بصك العملات النقدية باسمه عوضاً عن اسم الإمبراطور البيزنطي. نالت نابولي استقلالها الكامل خلال مستهل القرن التاسع ميلادي. تعرضت المدينة للسلب والنهب على يد الساراكينوس خلال خمسينيات القرن الثامن ميلادي.
وقعت الدوقية تحت حكم اللومبارديين المباشر لفترة وجيزة من الزمن بعد استيلاء باندولف الرابع من إمارة كابوا عليها، فالإمارة أحد الخصوم القدماء لنابولي، ولكن لم يكن نظامها قادراً على الصمود سوى ثلاثة سنوات قبل استعادة حكم الدوقات المتأثرين بالرومان والإغريق. بدأت نابولي بحلول القرن الحادي عشر بجلب مرتزقة من النورمان وتوظيفهم لمحاربة خصومهم، حيثُ قام دوق نابولي سرجيوس الرابع بتكليف رينولف درينغوت بشن حرب على إمارة كابوا نيابةً عنه.
فرض النورمان تأثير كبير في إيطاليا بحلول عام 1137، فتحكموا بدوقيات وإمارات كانت في السابق متمتعة باستقلالها ومثالٌ عليها: كابوا وبينيفينتو وساليرنو وأمالفي وسورينتو وجيتا. وحصل في هذا السنة بالذات أن وقعت آخر دوقية مستقلة في الجزء الجنوبي من شبه الجزيرة الإيطالية تحت حكم النورمان ألا وهي دوقية نابولي، فأرغم آخر دوقاتها سرجيوس السابع على الاستسلام لروجر الثاني الذي أعلن نفسه ملكاً على صقلية قبل سبعة سنوات من ذلك. وهكذا ضُمت نابولي إلى مملكة صقلية التي اتخذت من باليرمو عاصمةً لها.

### مملكة نابولي

#### النورمان إلى الأنجويون
أصبحت مملكة صقلية تابعة لحكم عائلة هوهنشتاوفن الملكية الألمانية بعد فترة من الحكم النورماني. أسس الإمبراطور فريدريك الثاني جامعة نابولي لتكون أول جامعة في أوروبا مخصَّصة لتدريب أصحاب الإدارة من العلمانيين، فغدت نابولي مركزاً للفكر على مستوى المملكة. أدى الصراع الذي نجم بين آل هوهنشتاوفن والبابوية إلى ثيام البابا إنوسنت الرابع بتتويج الدوق الأنجوي كارلو الأول ملكاً على صقلية: أمر كارلو بنقل العاصمة رسمياً من باليرمو إلى نابولي وهناك حيث أقام في قلعة نوفو. واستقدم كارلو الأول المعماريين والعُمَّال الفرنسيين نظراً لاهتمامه البالغ بالعمارة، وشارك بنفسه في عدد من مشاريع البناء في المدينة. ظهرت الكثير من الأمثلة على العمارة القوطية حول المدينة ومنها كاتدرائية نابولي والتي ظلت الكنيسة الرئيسية لنابولي حتى يومنا هذا.
أعقب حرب صلاة الغروب الصقلية تقسيم مملكة صقلية عام 1282 إلى قسمين اثنين وهما: مملكة نابولي الأنجوفيونية والتي اشتملت الجزء الجنوبي من شبه الجزيرة الإيطالية، أما جزيرة صقلية فأصبحت تابعة لمملكة صقلية الأرغونية. تواصلت الحروب بين المملكتين المتنافستين حتى وقّع على صلح كالتابيلوتا عام 1302، واعتُرِفَ بفريدريكو الثالث ملكاً على صقلية، بينما اعترف البابا بونيفاس الثامن بكارلو الثاني ملكاً على نابولي. ازدادت أهمية نابولي رغم الانقسام فجذبت التجار من جمهورية بيزا وجمهورية جنوة، والمصرفيين التوسكانيين وأبرز فناني عصر النهضة من أمثال جيوفاني بوكاتشيو وفرانشيسكو بتراركا وجوتو دي بوندوني. استولى الملك المجري الأنجوي لويس الأول على المدينة عدة مرات خلال القرن الرابع عشر. غزا ألفونسو الخامس نابولي عام 1442 بعد انتصاره على آخر الملوك الأنجويون ريناتو، وتوحدت نابولي مع صقلية مجدداً لفترة وجيزة من الزمن.

#### أراگونيزه إلى البوربون

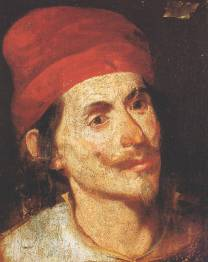
مسانييلو الثوري.

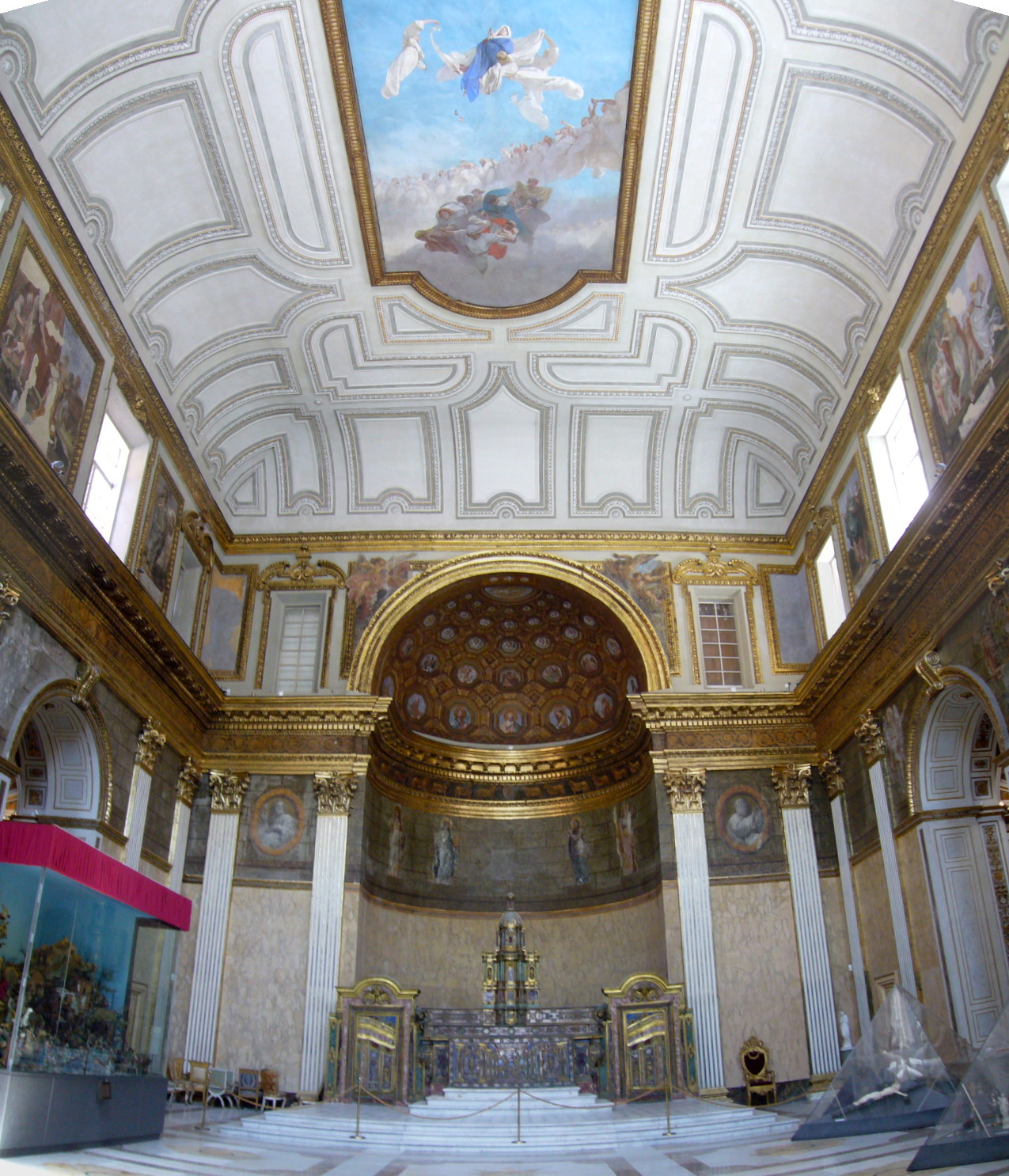
داخل القصر الملكي بنابولي.

كانت الدويلات البابوية قد استوعبت منذ زمن فورلي ورافنا وريمني وأنكونا، ثم ضمت إليها أوربينو عام 1626، وبيزارو عام 1631. وإذا اتجهنا جنوبا، مارين بفودجا وباري وبرنديزي حتى كعب «الحذاء السحري»- ومارين بتارانتو وكروتوني وريدجو كالابريا حتى إبهامه؛ وعرضا من سيلا إلى كاربيديس مخترقين صقلية، وشمالا على طول الساحل الغربي إلى كابوا- وجدنا مملكة نابلي، التي أصبحت ولاية أسبانية منذ عام 1504. هنا كان ثلاثة ملايين من السكان المشبوبي العاطفة، يكدحون في ذل الفقر بين أرجاء هذه المملكة المنبسطة في غير نظام ليدبروا المال الذي تطلبه بهاء عاصمتها المتألقة. وقد رأى أيفلين نابلي عام 1645 وقال في وصفها:
«إن كبار الحكام يفتنون في الاثراء من كد الشعب التعس لما فيهم من شره شديد المال. وعمارة المدينة إذا قيست بحجمها أفخم من أي نظير لها في أوروبا: فالشوارع واسعة جدا، جيدة الرصف، كثيرة الأنفاق لصرف الأقذار، ومن ثم أصبحت غاية في الجمال والنظافة.. وتملك المدينة أكثر من 30.000 كنيسة ودير، وهي خير ما في إيطاليا بناء وزخرفا. والقوم شديدو التظاهر بالوقار الأسباني في لباسهم، وهم يهوون الجياد الفارهة؛ والشوارع حافلة بالوجهاء المتأنقين يمتطون الخيل أو يركبون المركبات أو المحفات. أما النساء فملاح الوجوه عموماً، ولكن فيهن شبق شديد)17)».
كان الكل يبدون مرحين، تفيض نفوسهم بالموسيقى والشعر والتقوى، ولكن تحت هذا السطح المرح، وتحت بمصر محكمة التفتيش، كانت النفوس تجيش بالهرطقة والثورة. ففي هذا العهد عاش الفيلسوف تيليزيو ومات (1588)، وفي نولا، القريبة من نابلي، ولد برونو (1548). وفي عام 1598 اشترك كامبانيللا في حركة تمرد استهدفت جعل كالابريا جمهورية مستقلة، ولكن المؤامرة فشلت، وقضى الشاعر الفيلسوف بعدها سبعة وعشرين عاما في غياهب السجن.
وفي عام 1647 انتاب نابلي ضرب من الهوس من جراء انتفاضة من هذه الانتفاضات المسرحية التي عطلت بين والحين الاستغلال الزراعي في إيطاليا. ذلك أن تومازو أنييللو، المشهور بمازانييلو، كان بائع سمك متجولا حكم على زوجته بغرامة كبيرة لتهريبها القمح. فلما فرض الحاكم الأسباني ضريبة على الفاكهة ليمول البحر، وأبى زراع الفاكهة وباعتها أداء الضريبة، دعا تومازو الناس إلى العصيان المسلح. فتبعه مائة ألف إيطالي حين زحف على قصر الحاكم مطالبا بسحب الضريبة. وروع الحاكم فأذعن للطلب، وأصبح تومازو- الذي كان يومها في الرابعة والعشرين- سيداً على نابلي، وحكمها عشرة أيام، أعدم خلالها ألفاً وخمسمائة من الخصوم في حمى الدكتاتورية، وسعر الخبز بثمن أقل، وكان عقاب خباز رفض الامتثال للتسعيرة ان يشوى حياً في فرنه (18)- ولكن أعداء تومازو هم الذين كتبوا التاريخ، وذكروا أن تومازو الذي ارتدى ثوباً من الذهب، أحال بيته المتواضع إلى قصر يرفل في مظاهر السلطان، وطاف حول الخليج في زورق فاخر. ولكن فتاكاً استأجرتهم إسبانيا اغتالوه في 17 يوليو. وأخذ أتباعه الجثة التي قطعت أوصالها فجمعوا الأشلاء وشيعوها في مشهد جليل. وماتت الحركة بعد أن فقدت قائدها.
استطاع ضرب من الفن الديني القاتم أن يحتفظ بالحياة برعاية المطارنة والحكام. ففي عام 1608 أنفقت الكنيسة مليونا من الفلورينات لتشيد في كاتدرائية سان جينارو كنيسة صغيرة تسمى «كابيللا ديل تيزورو» لتكون ضريحا لأنائين يحتويان الدم المتخثر الذي تخلف عن القديس يانواريوس حامي نابلي. وقيل للشعب انه لا بد أن يسيل الدم ويجري مرتين في العام لكي تزدهر نابلي وتأمن عائلة فيزوف.
أما التصوير في نابلي فقد ظل يهيمن عليه حينا ثلاثي من الفنانين الغيورين- كورينتزيو، وكارلتشلو، وريبيرا- الذين عقدوا العزم على أن يكون كل التصوير في نابلي وقفا عليهم أو على أصحابهم. وقد بلغ من تهديداتهم لانيبالي كاراتشي أنه اكره على الفرار إلى روما، حيث ادركه الموت بعد قليل من جراء رحلته المحمومة التي أضطر إليها تحت شمس حامية (19). وحين حضر جيدو ريني لزخرفة «كنيسة الكنز» تلقى انذارا بأن يرحل عن نابلي أو يموت، فرحل من فوره تقريبا وهو لم يكد يبدأ مهمته. واركب اثنان من مساعديه بقيا بعد رحيله سفينة كبيرة لتشغيل العبيد وانقطع خيرهم بعدها. ثم حضر دومنيكينو، وأتم أربع صور جصية في الكنيسة على الرغم من أن الصور محيت غير مرة، وأخيرا فر من تهديدات ريبيرا، ثم عاد بعد أن تعهد الحاكم بحمايته، ولكنه مات بعد قليل، ربما سموماً (20).
على أننا لا بد أن نشيد بذكر جوزي أو جوزيبي ريبيرا، برغم كل جرائمه، لأنه أعظم مصوري هذا العهد في إيطاليا. وتدعيه إسبانيا لنفسها استنادا إلى أنه ولد في زاتيفا قرب بلنسيه (1588)، وقد درس حينها على فرانشيسكو دي ريبالتا، ولكنه قصد روما في بواكير شبابه. هناك عاش في فقر مدقع، ينسخ الصور الجصية ولا يجمع غير الفتات، حتى قيض الله له واحدا من هؤلاء الكرادلة عشاق الفن كان لا يزال يشعر بوحي النهضة، فاستضافه في قصره ويسير الغذاء والفراش والألوان والكساء. وراح جوزيبي ينسخ في جد ومثابرة لوحات رفائيل في الفاتيكان وصور آل كاراتشي في قصر فارنيزي. ثم فر «الأسباني الصغير» إلى بارما ومودينا ليدرس كوريدجو حين وجد أن الراحة اطفأت حماسته. وعاد إلى روما، وتشاجر مع دومنيكينو. ثم انتقل إلى نابلي. وفيها أو في روما وقع تحت تأثير كارافادجو، الذي زاده اسلوبه الوحشي رسوخا في المذهب الطبيعي القاتم، ولعله أخذه من قبل عن ريبالتا. واستلطفه تاجر صور غني فعرض عليه أن يتزوج ابنته الحسناء. وظن جوزيبي المملق أن الرجل يسخر منه؛ ولكن حين اعاد العرض قفز صاحبنا إلى حياة الزواج والثراء.
ورسم الآن لوحته المسماة «سلخ جسد القديس برتولميو»، وفيها من احتمال الحقيقة الدامي ما جعلها- حين عرضت- تجتذب حشدا ن المتفرجين استهواهم الدم أكثر من الفن. أما الحاكم الأسباني- وهو أوزونا الذي عرفناه متآمرا على البندقية- فقد أرسل في طلب اللوحة والمصور، وافتتن بها، ثم عهد إلى ريبيرا بكل أعمال الزخرفة في القصر. وأقصى الأسباني كل منافسيه، حتى عهد إلى جوفاني لانفرانكو صديقه برسم الصور الجصية لكنيسة الكنز، وقام هو نفسه بتنفيذ صور المذبح التي مثل فيها يانواريوس، القديس الذي لا تؤذيه النار، يخرج من أتون مشتعل دون ان يمسه لهيبه.
بعد هذا أصبح ريبيرا إمام فنه غير منازع في نابلي. وبدا أن في استطاعته إن شاء أن يضارع نعومة رفائيل وكوريدجو دون أن يقع في عاطفية جيدو ريني أو موريللو، وأن يرتفع بواقعية كارافادجو إلى مزيد من القوة بفضل حدة تصوره وعمق تلوينه. وحسبنا أن نستشهد بلوحتين فقط من لوحاته «بييتا» و «الرثاء»، في كنيسة سا مارتينو وديرها- «عمل إذا نظر إليه على أنه تجسيد لجلال الرهيب لهبطت كل التعبيرات المماثلة في ذلك القرن إلى درك المشاهد المسرحية (21)، أوخذ من الأساطير لوحته» أرخميدس«. في متحف البرادو- فهو بالضبط ذلك الصقلي العجوز المنغضن الذي قد يلتقي المرء باشباهه اليوم في سيراقيوز. وحين انتقل ريبيرا من الكتاب المقدس والتاريخ إلى الشارع، وجد التنويع لفنه في لقطات واقعية من صميم الحياة العامة، فكان في لوحة» الصبي الحافي«المثال الذي احتذاه فلاسكويز وموريللو».
وعيوب ريبييرا تقفز إلى العين- غلو في العنف، وولع بالتجاعيد والضلوع، وظمأ للدم. وقد لاحظ بايرون أن «هذا الأسباني الصغير لوث ريشته بكل دماء القديسين (22)». أن الوانه الكابية وتشديده على الجانب القاتم من الحياة يروع ويغم، ولكن هذا الأسلوب المظلم وجد تقبلا حاضراً في بلد كنابلي كابد حكم الأسبان وتقلبات مزاجهم. وتنافست عليه كل كنيسة أو دير جديد، كأن فيليب الرابع وحكام نابلي بعض زبائنه الشرهين. وانتشرت رسوم ريبيرا ومحفوراته في أسبانيا انتشارا أوسع من اعمل فيلاسكويز- الذي زاره مرتين في إيطاليا. أما بيته فكان من أفخم بيوت نابلي، وأما ابنتاه فآيتان في الفتنة السمراء، وقد شرفت إحداهما باغواء «دون خوان» آخر لها هو الابن غير الشرعي لفيليب الرابع، الذي هرب بها إلى صقلية، ولكنه سرعان ما ملها وهجرها، فاعتكفت في دير للراهبات ببالرمو. أما ريبيرا فأشرف على التلف كمدا وعارا، والتمس العزاء في صور للعذراء يخلع عليها الملامح التي لم ينسها، ملامح ابنته ماريا روزا التي فقدها، ولكنه مات بعد مأساتها بأربع سنوات (1652).

## الاقتصاد
|            | خدمة عمومية | تصنيع | تجارة | إنشاء | نقل  | خدمات مالية | زراعة | فندق | نشاطات أخرى |
| ---------- | ----------- | ----- | ----- | ----- | ---- | ----------- | ----- | ---- | ----------- |
| نسبة مئوية | 30.7%       | 18%   | 14%   | 9.5%  | 8.2% | 7.4%        | 5.1%  | 3.7% | 3.4%        |

## العلاقات الدولية

### المدن التوأمة
- بوزنان، بولندا.
- المتلوي، تونس.
- نابلس، فلسطين.
- ستافانجير، النرويج.

### المدن الشريكة
- أثينا
- بوداپست
- كالاراش
- قفصة
- نابلس
- Nosy Be
- پالما ده مايوركا
- سانياگو ده كوبا
- سانتياغو دي كوبا (مقاطعة)
- Sighetu Marmaţiei

## وصلات خارجية
- موقع مجلس مدينة نابولي (بالإيطالية)